# Sanlúcar la Mayor
Sanlúcar la Mayor település Spanyolországban, Sevilla tartományban. Sanlúcar la Mayor Albaida del Aljarafe, Olivares, Villanueva del Ariscal, Espartinas, Umbrete, Benacazón, Huévar del Aljarafe, Castilleja del Campo, Escacena del Campo, Aznalcóllar, El Castillo de las Guardas és Gerena községekkel határos. Lakosainak száma 14 375 fő (2024).

## Népesség
A település népessége az elmúlt években az alábbi módon változott:
| Lakosok száma | 11 052 | 11 516 | 12 221 | 12 749 | 13 275 | 13 466 | 13 583 | 13 808 | 14 120 | 14 375 |
|               | 2001   | 2004   | 2007   | 2009   | 2012   | 2014   | 2017   | 2019   | 2022   | 2024   |